# ديبورا هارمون
ديبورا هارمون (بالإنجليزية: Deborah Harmon)‏ هي ممثلة أمريكية، ولدت في 8 مايو 1951 بشيكاغو في الولايات المتحدة.

## أعمال

### أفلام
- (1980) سيارات مستعملة

## وصلات خارجية
- ديبورا هارمون على موقع IMDb (الإنجليزية)
- ديبورا هارمون على موقع إن إن دي بي (الإنجليزية)
- ديبورا هارمون على موقع قاعدة بيانات الفيلم (الإنجليزية)